# Autoritat Bancària Europea
L'Autoritat Bancària Europea (en anglès: European Banking Authority, EBA) és un organisme regulador de la Unió Europea amb seu a París (França). Les seves activitats inclouen la realització de les proves d'estrès als bancs europeus per augmentar la transparència en el sistema financer europeu mitjançant la identificació de debilitats en les estructures de capital dels bancs. La EBA va ser establerta l'1 de gener de 2011 heretant totes les tasques i responsabilitats del Comitè de Supervisors Bancaris Europeus (CEBS) i el seu president és José Manuel Campa des de maig de 2019. Cal esmentar que, abans de la sortida del Regne Unit de la Unió Europea, la seu de l'EBA se situava a Londres.

## Funcions generals
La EBA té el poder de fer cas omís dels reguladors nacionals si no regulen adequadament els bancs. La EBA és capaç d'evitar l'arbitratge regulador i ha de permetre als bancs per competir lleialment a la UE. La EBA evitarà la competència deslleial entre els bans europeus perquè els bancs establerts en les jurisdiccions amb menor regulació ja no tindran un avantatge competitiu en comparació amb els que es basen en les jurisdiccions amb més regulacions doncs a partir d'ara tots els bancs hauran de complir amb el mateix estàndard europeu. Les seves funcions generals són:
- Assessorar la Comissió Europea, a petició d'aquesta, dins d'un termini que la Comissió podrà fixar segons la urgència de l'assumpte, o també per iniciativa pròpia del Comitè en particular pel que fa a la preparació de projectes de mesures en l'àmbit d'activitats creditícies.
- Contribuir a l'aplicació coherent de les directives comunitàries i la convergència dels les pràctiques de supervisió financera en tots els estats membres de tota la Comunitat Europea.
- Millorar la cooperació en matèria de supervisió, inclòs l'intercanvi d'informació.

El consell de supervisió de l'Autoritat Bancària Europea, ja té candidat per substituir l'italià Andrea Enria al capdavant d'aquest organisme, i la persona que ha aconseguit superar la tria és l'economista espanyol José Manuel Campa.